# Антон Филипс
Антон Фредерик Филипс (14 март 1874 – 7 октомври 1951) съосновава „Philips“ през 1912 г. с по-големия си брат Жерар Филипс в Айндховен, Холандия. Баща му и Джерард основават компанията Philips през 1891 г. като семеен бизнес. Антон Филипс е главен изпълнителен директор на компанията от 1922 до 1939 г.

## Ранен живот и образование
Роден в холандско семейство с еврейски произход, Антон е вторият син на Мария Хейлигерс (1836 – 1921) и Бенджамин Фредерик Дейвид Филипс (1 декември 1830 – 12 юни 1900). Баща му е бил активен в тютюневия бизнес и е банкер в Залдбомел в Холандия (той също е първи братовчед на Карл Маркс). Антон има по-голям брат – Жерар Филипс.

## Кариера
През май 1891 г. бащата Фредерик е финансист и, със сина си Жерар Филипс, съосновател на компанията Филипс като семеен бизнес. През 1912 г. Антон се присъединява към фирмата, която преименуват на Philips Gloeilampenfabriek NV.
По време на Първата световна война Антон Филипс успява да увеличи продажбите, като се възползва от бойкота на немските стоки в няколко страни. Той предоставя на пазарите алтернативни продукти.
Антон (и брат му Джерард) са запомнени като граждански настроени. В Айндховен те подкрепят образователни и социални програми и съоръжения, като футболния отдел на Спортната асоциация на Филипс, който е най-известният. От него професионалният футболен отдел се развива в независимата Philips Sport Vereniging NV (PSV Eindhoven).
Антон Филипс довежда сина си Фриц Филипс и зетя си Франс Отен в компанията по тяхно време. Антон, Отен и други членове на семейството бягат от Холандия точно преди нацистката окупация по време на Втората световна война. Отиват в САЩ и се връщат след войната.
Фриц Филипс избира да остане и да управлява компанията по време на окупацията. Той е затворен за няколко месеца в концентрационния лагер на Вухт, след като неговите работници излизат на стачка, и той оцелява. Той спасява живота на 382 евреи, като ги обявява за незаменими за неговата фабрика и им позволява да избегнат нацистки арести и депортиране в концентрационни лагери. Удостоен е със званието Праведник на народите от държавата Израел през 1996 г.
Антон Филипс умира в Айндховен през 1951 г. Награден е с орден „Свети Сава“ и други отличия.

## Брак и семейство
Филипс се жени за Ан Хенриет Елизабет Мария де Йонг (Амерсфорт , 30 май 1878 г. – Айндховен , 7 март 1970 г.). Имат следните деца:
- Анна Елизабет Корнелия Филипс (19 юни 1899 г. – 4 април 1996 г.), омъжена през 1925 г. за Питер Франсискус Силвестър Отен (1895 – 1969 г.) и има Диек и Франц Отен (1928 г. – 1967 г.); Франц става мениджър във фирмата на дядо си Филипс.
- Фредерик Жак Филипс (1905 – 2005)
- Хенриет Анна Филипс (Айндховен, 26 октомври 1906 – 2007), омъжена първо за А. Кнаперт († 1932), без деца. Омъжена втори път за Jonkheer G. Sandberg († 5 септември 1935 г.), без деца. Женена за трети път в Ню Йорк Сити, Ню Йорк, на 29 септември 1938 г. за Джонхиър Хендрик Ейбрахам Корнелис (Ханк) ван Римсдайк (Аерденхаут , 10 януари 1911 г. – Айндховен , 8 ноември 2005 г.). Имат следните деца:
  - Jonkvrouw Anne Henriëtte van Riemsdijk (р. Waalre, 2 октомври 1939 г.), омъжена във Waalre на 17 февруари 1968 г. за Йоханес Яспер Туйт (р. Atjeh , Koeta Radja, 10 март 1930 г.), син на Jacobus Tuijt и съпругата му Hedwig Jager, без деца.
  - Jonkvrouw Henriëtte Adriënne Leopoldine van Riemsdijk (b. Waalre , 3 април 1946 г.), омъжена за първи път в Калвадос, Фалез, на 6 юни 1974 г. за Мартинус Ян Петрус Вермутен (Утрехт, 16 септември 1939 г. – Фалез, 29 август 1978 г.), без деца. Омъжена за втори път в Париж на 12 декември 1981 г. за Жан Ив Луи Бедос (Калвадос, Реми, 9 януари 1947 г. – Калвадос, Лизийо , 5 октомври 1982 г.), без деца. Женена за трети път в Манш, Сартили, на 21 септември 1985 г. за Арно Ивен (р. Ардени, Седан, 7 юли 1952 г.).
  - Jonkvrouw Margarete Juliana Cornélie van Riemsdijk (р. Waalre , 4 септември 1948 г.), омъжена във Waalre, 28 октомври 1972 г. за Elie Johan François van Dissel (р. Айндховен, 9 октомври 1948 г.), без деца.